# Liste der Baudenkmale in Uttum
Die Liste der Baudenkmale in Uttum enthält die nach dem Niedersächsischen Denkmalschutzgesetz geschützten Baudenkmale in dem ostfriesischen Ort Uttum, der zu der Gemeinde Krummhörn gehört. Die Quelle der Baudenkmale ist der Denkmalatlas Niedersachsen. Der Stand der Liste ist der 31. März 2024.

## Allgemein
In den Spalten befinden sich folgende Informationen:
- Lage: die Adresse des Baudenkmales und die geographischen Koordinaten. Kartenansicht, um Koordinaten zu setzen. In der Kartenansicht sind Baudenkmale ohne Koordinaten mit einem roten Marker dargestellt und können in der Karte gesetzt werden. Baudenkmale ohne Bild sind mit einem blauen Marker gekennzeichnet, Baudenkmale mit Bild mit einem grünen Marker.
- Bezeichnung: Bezeichnung des Baudenkmales
- Beschreibung: die Beschreibung des Baudenkmales. Unter § 3 Abs. 2 NDSchG werden Einzeldenkmale und unter § 3 Abs. 3 NDSchG Gruppen baulicher Anlagen und deren Bestandteile ausgewiesen.
- ID: die Objekt-ID des Baudenkmales
- Bild: ein Bild des Baudenkmales, ggf. zusätzlich mit einem Link zu weiteren Fotos des Baudenkmals im Medienarchiv Wikimedia Commons. Wenn man auf das Kamerasymbol klickt, können Fotos zu Baudenkmalen aus dieser Liste hochgeladen werden:

| Lage                                             | Bezeichnung                         | Beschreibung | ID       | Bild           |
| ------------------------------------------------ | ----------------------------------- | --- | -------- | -------------- |
| Am Steinhaus 53° 27′ 12″ N, 7° 9′ 21″ O          | Altes Rentamt                       | Steinhaus mit Staffelgiebel. Traufsteine mit Zwillingslöwenköpfen. Upkammer. Fensterformen der Renaissance noch erkennbar. Gulfscheunen-Anbau aus 19. Jh. Heute Privatnutzung. | 34668466 |                |
| Am Steinhaus 3 53° 27′ 12″ N, 7° 9′ 23″ O        | Wohn-/ Geschäftshaus                | Eingeschossiger giebelständiger Backsteinbau. Ehemaliger Kolonialwarenladen mit Teilen der alten Einrichtung. Ausbau um 1900. 2. Hälfte 18. Jh. (Kern).                        | 34668494 |                |
| An der Mühle 53° 27′ 14″ N, 7° 9′ 34″ O          | Uttumer Windmühle                   | Zweistöckiger Galerieholländer auf oktogonalem Grundriss, Backsteinmauerwerk, obere Hälfte reetgedeckt. Kappe erhalten, Flügel fehlen. 1856.                                   | 34668441 | Weitere Bilder |
| Cirkwehrumer Straße 2 53° 26′ 45″ N, 7° 8′ 54″ O | Gulfhof Georgs                      | | 34668388 | BW             |
| Kloster Sielmönken 4 53° 25′ 42″ N, 7° 9′ 4″ O   | Domäne Sielmönkener Brink (Gulfhof) | Auf Warft gelegenes Gulfhaus, eineinhalbgeschossiger Wohnteil mit Walmdach und Kranzgesims. 1848.                                                                              | 34668682 | BW             |
| Lilienstraße 53° 27′ 8″ N, 7° 9′ 17″ O           | Probsteikirche                      | Auf hoher Wurt stehender Backsteinbau; angebauter Westturm mit Spitzbogenfenster und Resten gotischem Maßwerks. Profilierte Tore mit Inschriften an den Traufseiten. 13. Jh.   | 34668519 | Weitere Bilder |
| Lilienstraße 53° 27′ 8″ N, 7° 9′ 17″ O           | Kirchwurt                           | | 34668706 | BW             |
| Lilienstraße 9 53° 27′ 11″ N, 7° 9′ 22″ O        | Wohnhaus                            | Eingeschossiger Ziegelbau unter Satteldach mit zeittypischen Formenelementen. Originale Fenster weitestgehend erhalten. Anbau auf der Rückseite. Um 1870/1880.                 | 34668545 |                |
| Ringstraße 53° 27′ 8″ N, 7° 9′ 26″ O             | Feuerwehrgebäude                    | Gut erhaltener kleiner Backsteinbau unter Satteldach mit schmiedeeisernen Rundbogenfenstern.                                                                                   | 34668569 |                |
| Ringstraße 1a 53° 27′ 6″ N, 7° 9′ 16″ O          | Burg Uttum                          | | 34668414 | Weitere Bilder |
| Ringstraße 20 53° 27′ 13″ N, 7° 9′ 24″ O         | Gulfhaus                            | Kleines Gulfhaus. Fenster weitestgehend erhalten. Wirtschaftsteil beherbergt die Schmiede.                                                                                     | 34668591 |                |
| Uttumer Escher 2 53° 27′ 4″ N, 7° 9′ 6″ O        | Gulfhaus ("Uttumer Schatthaus")     | Zweigeschossiger Wohnteil, zeittypisches Ziegeldekor, Längsflurerschließung, originale Haustür und Fenster.                                                                    | 34668616 | BW             |